# Fausto Giovanelli
Fausto Giovanelli (Castelnovo Monti, 25 gennaio 1951) è un politico italiano.

## Opere
- L'ambiente, nuova opportunità, in:  Giovanni Matteoli (a cura di), Le riforme dei riformisti, introduzione di Enrico Morando e Michele Salvati, Roma, Edizioni Riformiste, 2005, SBN TO01395655.